# Sistema de generación solar directa de vapor
Son sistemas que implementan la energía solar para la generación de vapor. Estos surgen como una alternativa a los métodos convencionales los cuales generalmente presentan la desventaja de un alto consumo energético ya que requieren de la combustión de carbón u otros fósiles para la transformación de agua a vapor.
En un sistema DSSG, el material de conversión termosolar (STCM) puede transformar  la luz solar absorbida en energía térmica, acelerando la evaporación del agua y generando vapor rápidamente bajo irradiación solar. Con los nuevos avances en ciencia y tecnología se han desarrollado nuevos STCM lo que se ve reflejado en nuevos sistemas DSSG. A diferencia del calentamiento por radiación solar concentrado tradicional sobre un bloque de agua, la generación de vapor en estos nuevos DSSG limita los procesos de vaporización del agua en la interfaz entre los STCM y el agua, evitando una gran pérdida de calor en el bloque de agua y aprovechando de una manera más eficiente la energía solar.

## Categorías de DSSG y su mecanismo de evaporación

### Absorbente solar fijo en la parte inferior
Esta categoría de DSSG se caracteriza por tener el absorbedor solar (SCTM) fijo en la parte inferior del sistema, la luz solar pasa a través del bloque de agua hasta ser absorbida por los SCTM produciendo un efecto de calentamiento desde la parte inferior del bloque de agua. Se han construido diversos sistemas solares para producción de agua basada en este modo. Sin embargo, la eficiencia y la producción de agua sigue siendo baja incluso en condiciones de funcionamiento optimizadas, que se atribuyen principalmente a la reducción de la absorción de la luz solar causada por el reflejo del agua y la enorme pérdida de energía térmica para calefacción del agua en bloque.

### Absorbente solar disperso en líquido
El segundo modo es la dispersión de absorbentes a nanoescala (por ejemplo,
nanopartículas de Au) en todo el líquido, así cada nanopartícula sirve como un centro de nucleación para la generación de vapor, al generarse vapor alrededor de cada nanopartícula este migra hacia la superficie lo que provoca que se vuelva a repetir dicho proceso de formación de vapor. EL inconveniente de todo este proceso es que el vapor debe viajar hacia la superficie por todo el bloque de agua lo que termina limitando la eficiencia.

### Absorbente flotante en la superficie
Para este modo los STCM se encuentran flotando en la superficie lo que provoca que que el calor absorbido por estos materiales se confine sólo en la superficie, lo anterior presenta una ventaja respecto a los modos anteriores ya que se solucionan los problemas de transferencia de calor a través de todo el bloque de agua. Sin embargo no es sencillo encontrar STCM que cumplan con las características requeridas para este modo, lo que representa un nuevo reto para la optimización de los DSSG.